# 焼肉のたれ
焼肉のたれ（やきにくのたれ）は、焼肉、またはバーベキューなどに用いられる合わせ調味料（タレ）。

## 概要
主に醤油をベースとして、ニンニクや唐辛子などの香辛料、果物や砂糖などの甘味、セロリなどの香味野菜などを配合したものが市販されており、1956年に北海道札幌市西区に本社を置くベル食品が発売した「成吉思汗のたれ」（ジンギスカンのタレ）が元祖とされる。
エバラ食品が1968年に「エバラ焼肉のたれ」を発売した当初は、精肉店のショーケース近くに陳列するスタイルが主な販路だった。家庭でも焼肉店さながらの味を楽しめることから、焼肉普及のきっかけとなる。当初は生肉を焼いてからたれにつける「つけだれ」方式が主であったが、モランボン（当時はさくら物産）が1979年に発売した「ジャン」により、生肉をたれにつけてから焼く「もみだれ」方式が知られるようになった。
近年はチャーハンや焼きそばなどさまざまな料理に応用するアイデアレシピも知られ、逆にメーカーが消費拡大を目指して焼肉以外の用途をアピールすることもある。また、ガラス瓶やパウチ以外の容器も登場している。

## 主なメーカー
焼肉店などが独自にたれを販売しているケースも多く、膨大な種類が存在する。ここでは全国的に流通しているものを主に紹介する。
- ベル食品 - 「成吉思汗のたれ」「食べあきしないやきにくたれ」など
- ヤマミ醸造 - 「頑固おやじの一滴焼肉のたれ」
- エバラ食品工業 - 「エバラ焼肉のたれ」「黄金の味」シリーズなど
- 日本ハム - 「ニッポンハム焼肉のたれ」
- モランボン - 「ジャン」
- 日本食研 - 「晩餐館」
- キッコーマン - 「わが家は焼肉屋さん」
- ダイショー - 「マジュアン」
- 上北農産加工農業協同組合 - 「スタミナ源たれ」（東北地方）
- キンリューフーズ - 「金龍」「銀龍」
- 盛田 - 「名店の味シリーズ」「厳選素材のたれ」
- 創味食品 - 「焼肉のたれ」

かつて発売していたメーカーと商品
- 桃屋 - 「桃屋焼肉のたれ」→「焼肉のたれ上下」（1986年頃まで製造。現在は製造･販売中止。）

など

### 焼肉のたれを販売している焼肉店
- 叙々苑
- 牛角

## 逸話
神戸市の焼肉店「平沼商店」の脇には、焼肉のたれ専用の自動販売機が設置されている。平沼商店は神戸市でも人気の焼肉店だったが、阪神・淡路大震災の影響で店舗兼住宅だった1階部分が全壊し（店主は2階にいたため、無事だった）、半年後に店を再開したが周辺は更地となって見る影もなくなっていた。そこでPRを兼ねて自販機を設置したところ人気を呼び、年間2000本以上の売り上げを誇るようになった。なお、たれ作りは効率の良さから洗濯機（市販の洗濯機だが、もちろんたれ作り専用）を使っている。